# Dilermando Reis
Pour les articles homonymes, voir Reis.
 (avril 2012).
Si vous disposez d'ouvrages ou d'articles de référence ou si vous connaissez des sites web de qualité traitant du thème abordé ici, merci de compléter l'article en donnant les références utiles à sa vérifiabilité et en les liant à la section « Notes et références ».
Dilermando Reis (Guaratinguetá, 22 septembre 1916 - Rio de Janeiro, 2 janvier 1977) est un guitariste, compositeur et professeur de musique brésilien (Choro et valse).